# Mahanoro
Mahanoro – miasto we wschodnim Madagaskarze, w prowincji Toamasina. Według szacunków na 2008 rok liczy 41 841 mieszkańców.